# Louis-Arsène Delaunay
Louis-Arsène Delaunay (Parigi, 21 marzo 1826 – Versailles, 24 settembre 1903) è stato un attore e insegnante francese.

## Biografia
Figlio di un commerciante di vino, Delaunay è entrato dapprima come impiegato di un commerciante di stoffe ma, appassionato di teatro fin dall'infanzia, vi rimase poco. Su consiglio di Monval, direttore del Gymnase, andò a trovare il famoso Provost, che, dopo averlo ascoltato, lo fece ammettere alla sua classe al Conservatoire national supérieur de musique et de danse de Paris nel 1844.
Quindi iniziò la sua carriera come musicista, dopo di che si fece notare come attore nei teatri di periferia, esordendo brillantemente nei Deux Cesars di Arvers (1845) e ottenendo successo l'anno dopo all'Odéon con L'Univers et la Maison di Joseph Méry.
Delaunay fu un efficace interprete del repertorio classico, divenne famoso già in giovane età come testimoniano le parole scritte da Théophile Gautier nel 1846: «le jeune premier le plus accompli de Paris».
Due anni dopo entrò nella Compagnia della Comédie, debuttando lo stesso anno in La scuola dei mariti di Molière.
In seguito Delaunay si distinse per le interpretazioni del teatro di Alfred de Musset, tra le quali Le Chandelier, Il ne faut jurer de rien, tanto che lo stesso commediografo vide in Delaunay l'intreprete ideale delle sue opere, oltre che L'honneur et l'argent di François Ponsard, Fiammine di Uchard, Le fils de Giboyer, Jean Baudry, L'aventurière.
Delaunay si mise in evidenza anche nelle opere di Molière, come Il Tartuffo, La scuola delle mogli, Il misantropo, e di Pierre Corneille, quali Il bugiardo.
Il repertorio del teatro classico francese gli ha permesso una lunga decorosa carriera; fu un autorevole interprete della commedia "sociale", oltre che insegnante di declamazione al Conservatoire.

## Interpretazioni
- Deux Cesars di Arvers (1845);
- Univers et la Maison, di Méry (1846);
- La scuola dei mariti, di Molière (1848);
- Le Chandelier, di Alfred de Musset;
- Il ne faut jurer de rien, di Alfred de Musset;
- L'honneur et l'argent di François Ponsard;
- Il Tartuffo, Molière;
- La scuola delle mogli, Molière;
- Il misantropo, Molière;
- Il bugiardo, di Pierre Corneille.